# Kurija Kraj Donji
Kurija Kraj Donji', rimokatolička građevina u mjestu Kraj Donji, općini Marija Gorica, zaštićeno kulturno dobro.

## Opis dobra
Kurija Kraj Donji smještena je u dubini parcele, nedaleko od ceste koja iz smjera Marije Gorice vodi prema Pušći. Kurija Kraj Donji spominje se već krajem 16. st., međutim, današnja je kurija u cjelini građena u prvoj pol. 19. st. Riječ je o jednokatnoj zidanici, koju zaključuje dvostrešno krovište sa zabatnim skošenjima. Prostorni ustroj čine dva niza međusobno povezanih prostorija kojima se pristupa iz središnjeg uzdužnog hodnika. Glavna središnja prostorija dominira veličinom te ima izlaz na altanu. Kurija Kraj Donji svojim prostornim ustrojem, gabaritom, konstruktivnim sustavom i oblikovanjem pročelja pripada karakterističnoj tipološkoj skupini stambenih kurijalnih objekata iz prve pol. 19. st.

## Zaštita
Pod oznakom Z-3841 zavedena je kao nepokretno kulturno dobro - pojedinačno, pravna statusa zaštićena kulturnog dobra, klasificirano kao "sakralna graditeljska baština".